# Cérémonie de clôture des Jeux olympiques d'été de 2020
La cérémonie de clôture des Jeux olympiques d'été de 2020 se déroule le 8 août 2021 au Nouveau stade olympique national à Tokyo au Japon entre 20 heures et 22 h 50, heure locale.

## Déroulement
La cérémonie s'ouvre sur la projection d'un film retraçant brièvement les dix-sept jours de compétition.
Le prince Fumihito d'Akishino, frère de l'empereur et héritier du trône gagne la tribune officielle dans le stade olympique, accompagné du président du CIO, Thomas Bach.
Le drapeau du Japon est porté à travers le stade par six personnes, le judoka Naohisa Takatō, Kawai Ramu, championne aux Jeux olympiques de la jeunesse, le docteur Hiroyuki Yokota, bénévole de la santé, la nageuse et championne olympique Yui Ōhashi, le gymnaste Takeru Kitazono et Yano Amane, mannequin de mode qui marche avec une prothèse à la jambe droite, avant d'être remis à des membres des Forces japonaises d'autodéfense qui le hissent sur le deuxième mât à droite du drapeau olympique. L'hymne japonais, le Kimi ga yo, est ensuite interprété par des artistes de la revue Takarazuka, vêtues de hakamas.

### Porte-drapeau
Conformément à la tradition, la délégation ouvrant la marche est celle de la Grèce, en sa qualité de pays fondateur des Jeux olympiques, avec celle du pays hôte, ici le Japon. Comme toujours lors des cérémonies de clôture, les autres comités nationaux défilent mélangés.
63 délégations n'avaient plus de sportifs le jour de la cérémonie, notamment parce que la présence d'athlètes dans le village olympique était très limitée. Les disciplines les plus représentées sont l'athlétisme (55) suivi de la lutte (14) et du karaté (13).

### Cérémonie de victoire du marathon
Après que l'hymne national grec eut été joué pour lier les Jeux olympiques antiques aux Jeux olympiques modernes, le président du CIO Thomas Bach (pour le marathon féminin), la vice-présidente du CIO Anita DeFrantz (pour le marathon masculin) et le président de World Athletics Sebastian Coe ont remis les médailles aux lauréats du marathon masculin et féminin.
- Médaillées du marathon féminin :
  -  Peres Jepchirchir
  -  Brigid Kosgei
  -  Molly Seidel
- Médaillés du marathon masculin :
  -  Eliud Kipchoge
  -  Abdi Nageeye
  -  Bashir Abdi

### Cérémonie d'Anvers
La cérémonie d’Anvers est une tradition qui a lieu à chaque cérémonie de clôture depuis 1920. Avant la cérémonie d’Anvers, l’hymne olympique a été interprété par Tomotaka Okamoto (en), alors que dans le même temps drapeau olympique est abaissé.
À la fin de l'hymne olympique, la gouverneure de Tokyo Yuriko Koike a passé le drapeau au président du CIO Thomas Bach, qui a remis le drapeau olympique à Anne Hidalgo, la maire de Paris, prochaine ville hôte. Pour la première fois dans l’histoire olympique, le drapeau est passé des mains d’une femme à une autre femme.
Après le passage du drapeau, la présentation de Paris 2024 a commencé par une version revisitée de l’hymne national de la France, La Marseillaise.

### Vers Paris 2024
La présentation a commencé par une version revisitée de La Marseillaise interprétée par l’Orchestre national de France, dirigée par la cheffe d’orchestre Chloé Dufresne et arrangée par Victor le Masne, pendant que le drapeau tricolore français est hissé sur le mât, aux côtés des drapeaux japonais et grec. L’hymne a également été interprété par des musiciens dans divers endroits à travers Paris, tels que sur le toit du Stade de France, à l’intérieur du musée du Louvre, le Square du Vert-Galant, La Recyclerie et le Skatepark Diderot. Après la performance de l’orchestre, l’astronaute de l’Agence spatiale européenne Thomas Pesquet a joué les dernières notes de l’hymne sur son saxophone depuis l’espace (l’ISS survolait le Japon à ce moment-là).
Cela a été suivi par le début du segment artistique et d’un court métrage intitulé « Ride », réalisé par Valentin Petit et mettant en vedette une musique de Yoann Lemoine (Woodkid), en commençant par des images de la Terre vues de l’espace. Cet acte met en scène la jeune star du BMX Estelle Majal incarnant Marianne. Elle fait du vélo sur le toit de nombreux monuments célèbres de Paris tels que le Palais-Royal, le Musée d'Orsay, le Palais Garnier et Le Panthéon, avant de terminer par un cliché la Tour Eiffel avec un drapeau géant de la taille d'un terrain de football, arborant l’emblème de Paris 2024. Le drapeau devait initialement être hissé en direct, ce qui aurait battu un record du monde du plus grand drapeau jamais hissé, mais en raison des mauvaises conditions météorologiques à Paris, une animation virtuelle du drapeau a été présentée.

Logotype officiel des JO de 2024.

Après le film de présentation, les athlètes olympiques Français qui sont revenus de Tokyo après la tenue de leurs compétitions dans la première semaine des Jeux sont apparus, tels que les judokas médaillés Clarisse Agbegnenou et Teddy Riner, et ont rejoint environ 6 000 supporters regardant la cérémonie de clôture au Trocadéro pour célébrer la transition de Tokyo à Paris.
La Patrouille de France a ensuite survolé la Tour Eiffel, avec de la fumée aux couleurs nationales bleu, blanc et rouge qui coule dans le ciel parisien, tandis que de jeunes artistes sur la scène ont pratiqué du breakdance, un nouveau sport dans programme olympique de Paris. Enfin, le président Emmanuel Macron est apparu du haut de la Tour Eiffel avec quelques supporters et a livré la nouvelle devise olympique en Français, « Plus vite, Plus haut, Plus fort – Ensemble » pour conclure la présentation de Paris 2024.
Après l’apparition d'Emmanuel Macron, le président du Comité d'organisation des Jeux olympiques et paralympiques d'été de 2024, Tony Estanguet apparaît sur scène et écrit « Paris 2024 » sur un objectif de caméra alors que la caméra monte dans le ciel bleu de l’été de Paris. L’image est montrée sur les écrans du stade tandis que le Tokyo Skytree s'illumine dans les couleurs nationales de la France, montrant un lien entre deux symboles emblématiques des villes hôtes actuelles et futures, le Tokyo Skytree et la Tour Eiffel de Paris.
Pour la première fois, environ 99 % de la cérémonie d’Anvers et de la présentation de Paris 2024 ont eu lieu en France, filmées et diffusées par satellite dans le cadre d’un plan Agenda 2020 mis en œuvre par le CIO. Les détenteurs de droits locaux pour les prochains Jeux (Discovery, Inc. (sous Eurosport) et France Télévisions) ont été principalement impliqués pour la présentation Paris 2024 car ils ont géré la majeure partie du processus de tournage de la présentation.
C’est la première fois dans l’histoire olympique qu’une présentation de transition lors de la cérémonie de clôture est produite, exécutée et diffusée à l'extérieur de la ville hôte actuelle.

### Discours
Seiko Hashimoto, présidente du Comité d'organisation des Jeux olympiques et paralympiques d'été de 2020, s’est adressée aux athlètes : « Il n’y a pas de mots pour décrire ce que vous avez accompli. ». « Ce soir, la flamme olympique qui a illuminé Tokyo s’éteindra tranquillement. Mais l’espoir qui s’est enflammé ici ne s’éteindra jamais. Il restera en lumière dans le cœur des gens du monde entier alors que nous continuons d’espérer la paix dans l’esprit d’Ekecheiria, une tradition ininterrompue des Jeux olympiques antiques. » Elle a également appelé à poursuivre l'espoir dans trois ans à Paris.
Le président du CIO, Thomas Bach, a remercié les volontaires pour des « Jeux olympiques sans précédent » et a déclaré que les Japonais peuvent être « extrêmement fiers de ce que vous avez accompli ». En Français, il a déclaré les Jeux fermés, les qualifiant de « Jeux de l’espoir, de la solidarité et de la paix », et « a appelé les jeunes du monde » à se rassembler à Paris pour les Jeux de la XXXIII Olympiade en 2024.

### Fin
Après la présentation et les discours de clôture, l’actrice Shinobu Ōtake (avec le Suginami Children’s Chorus) est apparue, simulant un cours d’astronomie en allusion aux films de science-fiction et aux bandes dessinées alors qu’ils chantaient la chanson emblématique et populaire, A Stroll Among Stars, composée par Kenji Miyazawa. Les paroles mettent en évidence les constellations qui sont vues dans le ciel japonais pendant les nuits d’été.
Après la fin de la chanson, une version de Claire de lune de Claude Debussy par Isao Tomita a commencé à être jouée, et la flamme olympique s'est éteinte par une « simulation de télékinésie » pendant laquelle des enfants et leur enseignant faisaient un signe de gratitude.
Peu de temps après, la structure dans laquelle le feu brûlait depuis 16 jours s’est fermée et est revenue à sa forme d’origine et le feu d’artifice a commencé.
Ensuite, une bande-annonce des prochains Jeux paralympiques de Tokyo 2020 a été montrée.
Enfin, le message d’au revoir comportait le mot Arigato qui est écrit dans la même police que le mot  Sayonara lors de la cérémonie de clôture des Jeux olympiques d'été de Tokyo 1964 en utilisant des cubes de jeu en stop-motion. C’était un hommage et une gratitude à toutes les personnes qui ont participé aux deux fois où la ville a accueilli les Jeux olympiques d’été (1964 et 2020).

## Liste des représentants présents
- Estonie : Kersti Kaljulaid, présidente de la République
- États-Unis : Linda Thomas-Greenfield, ambassadrice des États-Unis auprès des Nations unies
- France : Anne Hidalgo, maire de Paris
- Japon : Fumihito d'Akishino, prince héritier, Yuriko Koike, gouverneure de Tokyo, Yoshihide Suga, Premier ministre, Seiko Hashimoto, présidente du Comité d'organisation des Jeux olympiques et paralympiques d'été de 2020

## Hymnes joués
- Japon : Hymne national du Japon – Revue Takarazuka
- Grèce : Hymne national grec
- Hymne olympique – Tomotaka Okamoto (en)
- France : Hymne national de la France – Orchestre national de France dirigé par Chloé Dufresne ; Thomas Pesquet (préenregistré)
- Cérémonie de victoire : 
  -  Kenya : Hymne national du Kenya